# Floyd Bennett

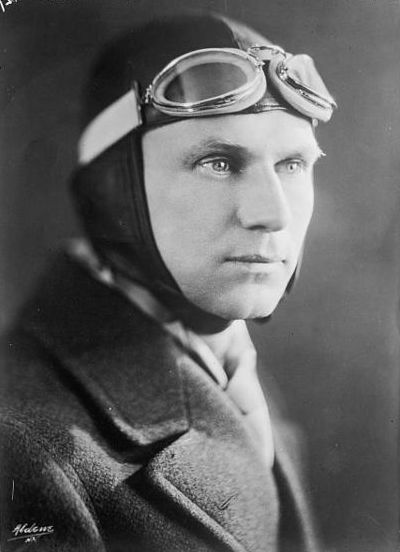

Floyd Bennett (Warrensburg, 25 ottobre 1890 – Québec, 25 aprile 1928) è stato un aviatore statunitense. Ha pilotato per Richard Evelyn Byrd, nel suo tentativo di raggiungere il Polo nord nel 1926.

## Biografia
Bennet nacque a Warrensburg, nello stato di New York, nel 1890. Era un meccanico automobilistico prima di arruolarsi nella Marina militare nel 1917. Gli fu assegnato il ruolo di macchinista e incominciò a volare. Prestò servizio con Richard E. Byrd per una ricognizione della Groenlandia nel 1925, nella quale Byrd riconobbe l'abilità di Bennet come pilota.
Byrd nominò Bennet come suo pilota per un tentativo di raggiungere il Polo nord per via aerea nel 1926. Bennet era ai comandi il 9 maggio quando i due fecero il loro tentativo, con un trimotore Fokker chiamato Josephine Ford, tornando alla loro base nello stesso giorno. Sebbene la stampa europea fosse scettica del risultato, perché sembrava che l'aereo si fosse allontanato da Spitsbergen per un tempo troppo breve per raggiungere il Polo, Byrd e Bennet furono acclamati negli Stati Uniti. Bennet ricevette una medaglia d'onore per l'impresa. La successiva scoperta del registro di volo, con la registrazione della lettura del sestante cancellata ma ancora leggibile, ha dimostrato che essi non avevano effettivamente raggiunto il Polo nord.
Byrd fu un candidato per il premio Orteig nel 1927, come riconoscimento per il primo volo senza fermate tra la Francia e gli Stati Uniti. Ancora una volta, Byrd nominò Bennet come pilota per il tentativo, ma quest'ultimo, a causa del pesante aereo a pieno carico, un trimotore Ford chiamato America, rimase gravemente ferito durante un tentativo di decollo e il velivolo riportò ingenti danni dopo essere andato in ground loop. Floyd Bennet è morto a Québec, in Canada, il 25 aprile 1928 per una polmonite, contratta per le conseguenze delle ferite dopo l'incidente.

## Riconoscimenti
Due aeroporti a New York sono stati intitolati a Floyd Bennett. Floyd Bennett Field, il primo aeroporto municipale di New York e il Floyd Bennett Memorial Airport vicino alla sua città di nascita a Queensbury, stato di New York. Anche il cacciatorpediniere USS Bennett è così chiamato in suo onore. Nel suo volo del 1929 per il Polo Sud, Byrd soprannominò l'aeroplano Floyd Bennett, in sua memoria.